# Albert Carter (cầu thủ bóng đá)
Albert James Carter (sinh năm 1898, ngày mất không rõ) là một cầu thủ bóng đá người Anh ở thập niên 1920. Ông gia nhập Gillingham từ một đội bóng nhỏ có tên là Zion năm 1920 và có 2 lần ra sân cho câu lạc bộ ở Football League.